# Пітільяно
Пітільяно (італ. Pitigliano) — муніципалітет в Італії, у регіоні Тоскана,  провінція Гроссето.
Пітільяно розташоване на відстані близько 110 км на північний захід від Рима, 135 км на південь від Флоренції, 50 км на схід від Гроссето.
Населення — 3867 осіб (2014).

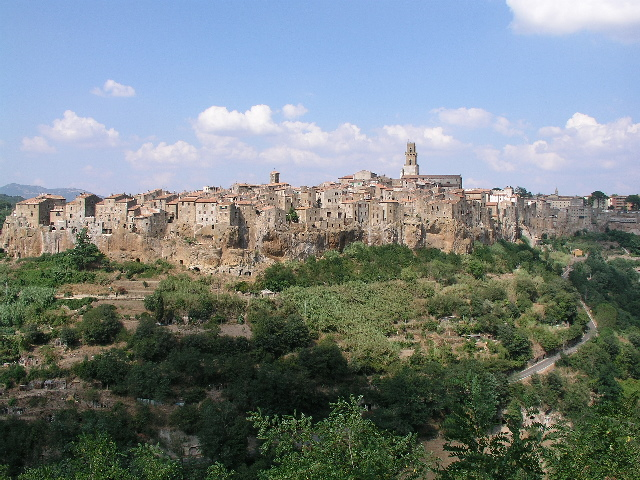

Щорічний фестиваль відбувається 16 серпня. Покровитель — святий Рох.

## Демографія
Населення за роками:

Станом на 1 січня 2023 року в муніципалітеті офіційно проживало 190 іноземців з 31 країни, серед них 107 громадян країн Євросоюзу та 12 громадян України.

## Сусідні муніципалітети
- Фарнезе
- Іскія-ді-Кастро
- Латера
- Манчіано
- Сорано
- Валентано